# 西原州駅
西原州駅（ソウォンジュえき）は、大韓民国江原特別自治道原州市地正面にある、韓国鉄道公社（KORAIL）の駅。

## 概要
中央線および京江線の2路線が乗り入れる。京江線は当駅が起点であるが、2021年1月4日以前は当駅 - 万鍾駅間は中央線と京江線の重複区間であり、万鍾駅が両路線の分岐駅となっていた。

## 歴史
- 2012年9月25日：中央線龍門駅 - 桐華駅間新線切り替えに伴い開業、旅客扱いはなし。
- 2016年8月25日：京江線当駅 - 万鍾駅間が単線で先行開業、中央線が暫定使用[3]。
- 2017年12月22日：京江線当駅 - 江陵駅間開業、当駅を経由する旅客列車は全て通過。
- 2021年1月5日：中央線当駅 - 堤川駅間の新線切り替えに合わせて旅客営業開始。

## 駅構造
島式ホーム2面4線の高架駅。

### のりば
| 1 | 中央線 江陵線直通 太白線直通 | KTX・ムグンファ号・ヌリロ | 堤川・安東・釜田方面     |
| 1 | 中央線 江陵線直通 太白線直通 | KTX                       | 東海・江陵方面           |
| 2 | 中央線 江陵線直通 太白線直通 | ムグンファ号              | 太白・東海方面           |
| 3 | 中央線 江陵線直通            | KTX・ムグンファ号・ヌリロ | 楊平・清凉里・ソウル方面 |
| 4 | 中央線 江陵線直通            | KTX                       | 楊平・清凉里・ソウル方面 |

## 駅周辺
- 地正初等学校（朝鮮語版）

## 隣の駅
韓国鉄道公社
中央線
KTX
楊平駅 - 西原州駅 - 原州駅
ムグンファ号・ヌリロ
三山駅 - 西原州駅 - 原州駅
京江線
KTX
楊平駅（中央線直通） - 西原州駅 - 万鍾駅